# 小籔千豐
小籔千豐（日语：／ Koyabu Kazutoyo，1973年9月11日—），日本男性搞笑藝人、主持人。出身於大阪府大阪市，吉本興業（東京吉本）所屬，2006年起擔任吉本新喜劇座長。

## 演出節目

### 電視劇
- NHK 晨間劇（NHK）
  - 若葉（2004年10月－2005年3月）
  - 小海女（2013年6月20日・26日）
- 實錄 死刑囚和刑務官〜死刑執行・最後的5日間〜（2010年10月11日，東京電視台）飾演：坂本敏夫刑務官
- 戰力外搜查官（2014年1月11日－3月15日，日本電視台）飾演：井上信光
- 漫長的告別 第2話（2014年4月26日，NHK）飾演：瀨瀨
- 金錢天使~把屬於你的錢都收回來（2016年1月7日－3月24日，讀賣電視台・日本電視台）飾演：竹内茂（主演）
- 陸王（2017年10月13日－12月，TBS）飾演：佐山淳司
- 忒修斯之船 第9話・最終話（2020年3月15日・22日，TBS）飾演：馬淵
- NHK大河劇 麒麟來了（2020年，NHK）飾演：二條晴良
- Doctor-X～外科醫·大門未知子～ 第七季（2021年10月14日－2021年12月16日，朝日電視台）飾演：鍬形忠
- 孤獨的美食家 Season9 特別篇（2021年12月31日，東京電視台）飾演：蓑田康雄
- 首先出布（2022年10月28日－12月16日 ，朝日電視台）飾演：相田忠則

### 現在演出節目
- 《吉本新喜劇（日语：吉本新喜劇）》（每日放送）
- 《小金的「其實…」（日语：今ちゃんの「実は…」）》（朝日放送電視台） - 常駐班底
- 《Asabara!（日语：あさパラ!）》（讀賣電視台） - 不定期演出
- 《BAZOOKA!!!（日语：BAZOOKA!!!）》（BS SKY PerfecTV!（日语：BSスカパー!）、2011年10月 - ） - 主持人
- 《NON STOP!》（富士電視台、2012年4月 - ） - 星期二來賓（隔週演出）
- 《小籔Gachibin寫真館（日语：コヤブガチピン写真館）》（富士電視台ONE（日语：フジテレビONE）、2013年11月 - ） - 主持人
- 《痛痛走開（日语：ちちんぷいぷい (テレビ番組)）》（每日放送） - 星期五副主持人
- 《奶油猜謎 奇蹟9（日语：くりぃむクイズ ミラクル9）》（朝日電視台） - 不定期演出
- 《競馬血統研究所（日语：競馬血統研究所）》（富士電視台ONE、2015年7月4日 - ）
- 《小籔大説法〜旅遊與美食改革社會説法綜藝〜（日语：小籔大説法〜旅とグルメの世直し説法バラエティ〜）》（富士電視台ONE、2017年1月2日 - ）
- 《小籔SPORTS（日语：こやぶるSPORTS）》（關西電視台、2017年10月7日 - ） - 主持人
- 《免費屋（日语：無料屋）》（朝日電視台、2019年2月1日 - ） - 主持人
- 《籔鶴〜鶴瓶・小籔的大阪夜話〜（日语：ヤブツル〜鶴瓶・小籔の大阪夜話〜）》（NHK大阪、2015年 - ）
- 《HINABINGO!》（日本電視台、2019年4月16日 - ）- 主持人
- 《從今天開始做朋友吧?》（2019年4月15日 - 、富士電視台） - 主持人

## 外部連結
- 吉本興業芸人プロフィール｜小籔千豊 （页面存档备份，存于）
- こやぶかずとよ - よしもとアール・アンド・シー （页面存档备份，存于）
- 小籔千豊のブログ （页面存档备份，存于）
- 小籔千豐的X（前Twitter）
- 小籔千豐的Instagram帳戶
- 小籔千豊的TikTok
- YouTube上的フォートナイト下手くそおじさん
- YouTube上的ジュニア小籔フットのYouTube頻道
- コヤブカズトヨ吉本新喜劇のコヤブソニック，存于